# Nancy Baraza
Nancy Baraza ist eine kenianische Juristin, die 2011 zum  ersten Deputy Chief Justice Kenias und damit zur ersten Vizepräsidentin des Supreme Court of Kenya ernannt wurde.

## Leben
Zum Zeitpunkt ihrer Ernennung zur Vizepräsidentin des Supreme Court konnte Nancy Baraza auf eine dreißigjährige juristische Praxis zurückblicken. Sie war zeitweilige die Vorsitzende der Federation of Women Lawyers of Kenya und Mitglied der Yash Pal Ghai’s Constitution of Kenya Review Commission, die wichtige Vorarbeiten zu dem in dem Verfassungsreferendum 2010 angenommenen Verfassungsentwurf leistete. 2008 wurde sie Mitglied der Kenya Law Reform Commission und 2011 Vorstandsmitglied de Media Council of Kenya’s Ethics and Complaints commission. Am 14. Mai 2011 wurde sie durch die Judicial Service Commission als Duputy Chief Justice nominiert. Debattiert wurde über die Thesen ihrer Doktorarbeit, die sich mit Rechten von Homosexuellen befasst und an der sie zum Zeitpunkt der Nominierung arbeitete. Nach der Bestätigung durch Präsident Mwai Kibaki und durch das Parlament legte Baraza am 29. August 2011 ihren Amtseid als Deputy Chief Justice ab.

## Bedrohungsaffäre
Am 4. Januar 2012 wurden Vorwürfe bekannt, nach denen sie beim Betreten eines Einkaufszentrums einen Mitarbeiter des Sicherheitsdienstes bedroht hatte, nachdem dieser darauf bestanden hatte, dass auch sie sich den allgemeinen Untersuchungen zu unterziehen habe.